# Rec antic (Maçanet de Cabrenys)
El Rec antic és una obra de Maçanet de Cabrenys (Alt Empordà) inclosa a l'Inventari del Patrimoni Arquitectònic de Catalunya.

## Descripció
Situat al sud del nucli urbà de la població de Maçanet, seguint el traçat del passeig Miquel Bernades i del Vial nou, seguint el curs de la riera de la Fraussa.
Canalització de traçat rectilini en direcció est - oest, delimitada per un muret de poca alçada bastit en pedra desbastada i alguns carreus ben tallats lligats amb morter. El llit interior del rec, per on circula l'aigua de la riera de la Fraussa, està bastit amb el mateix tipus d'aparell que la resta de l'estructura. De tant en tant, per travessar el rec trobem diferents passeres o petits ponts d'un sol ull arquejats, bastits en pedra sense treballar lligada amb morter de calç. Cal destacar la presència de petites presses utilitzades per regular el nivell de l'aigua interior del rec. Compten amb petites comportes de fusta que poden desaiguar l'aigua cap a l'exterior.